# Giovanni Pontano

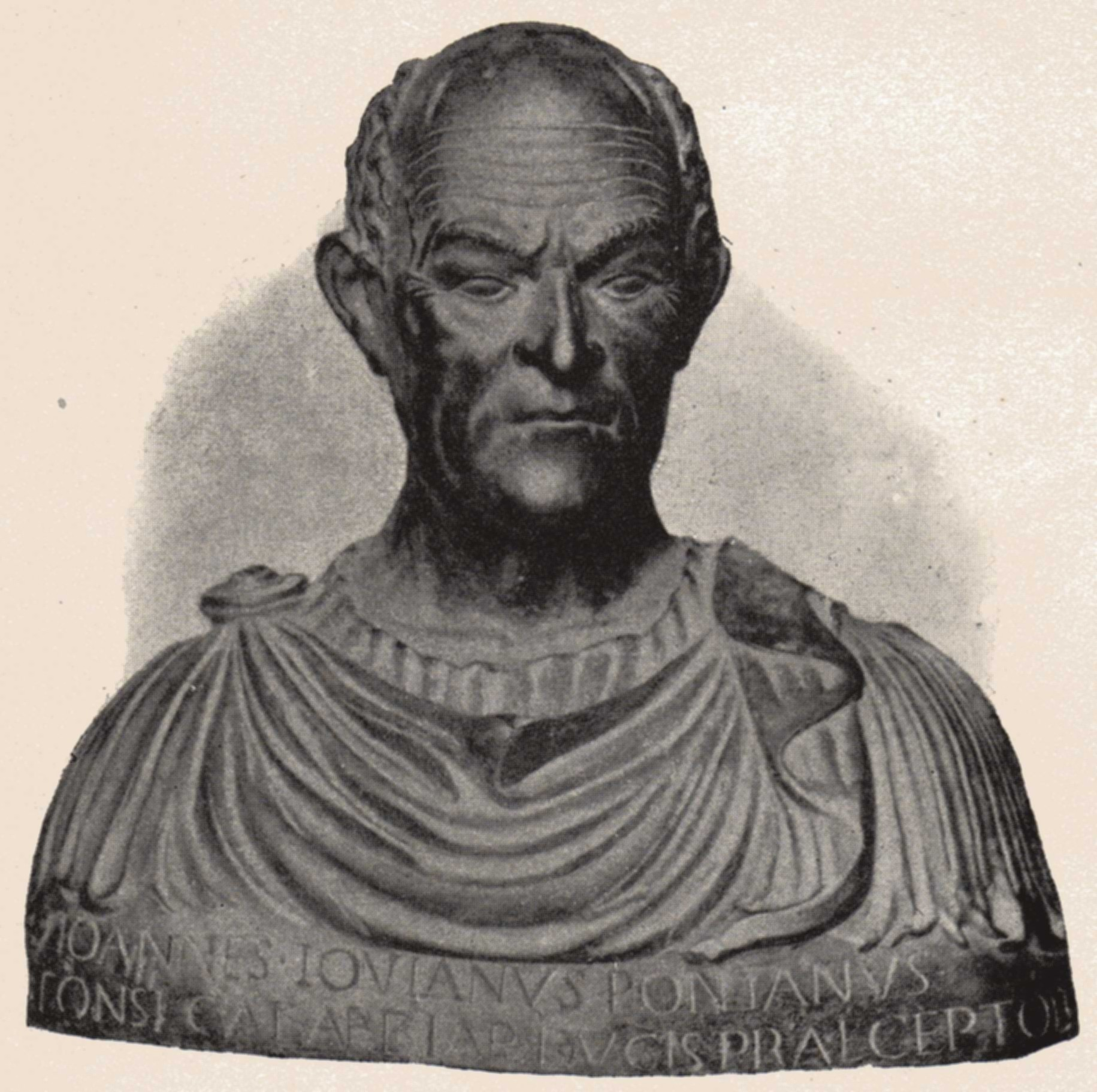
Giovanni Pontano. Neapolitanska museet.

Giovanni Gioviano Pontano (latin Pontanus), född 1426, död 1503, var en italiensk humanist.
Pontano hedrades i Neapel med Alfons den ädelmodiges vänskap och bekläddes under Ferdinand I med de högsta statsämbeten. Pontano tvekade emellertid inte att välkomna den franske kungen Karl VIII då denne inryckte i Neapel och sålunda förråda den aragonska dynastin. Han träffades därför med avsättning. 
Pontano utvecklade den Neapolitanska akademin, och den fick efter honom sitt namn, Accademia Pontaniana. Han var en av 1400-talets främsta författare på latin och utmärkte sig framför allt som skald, i lärodikterna Urania (astronomi) och De hortis hesperidum med flera, i vilka en sydländsk glöd i känslor (inte minst de erotiska) samt en realistisk avspegling av livet och naturscenerier är framträdande drag. Han skrev även några historiska arbeten. Pontanos skrifter utgavs i sex band 1505-12 (fjärde upplagan i 4 band 1556). Biografier skrevs av Colangelo (1826) och Tallarigo (1874).